# Royal Historical Society
Die Royal Historical Society (RHistS) ist eine britische historische Gesellschaft mit Sitz in London. 

## Geschichte
Die Royal Historical Society wurde 1868 in der viktorianischen Zeit gegründet.
Im Laufe der Zeit kam es zu immer mehr Kooperationen mit Universitäten, Archiven und Museen. 
Seit den 1890er Jahren übernimmt diese öffentliche Aufgaben, wie die Organisation von nationalen Veranstaltungen und die Überwachung bzw. Koordination des Geschichtsunterrichts in Schulen und Universitäten. Zudem besteht eine enge Zusammenarbeit u. a. mit dem British Museum und dem Staatsarchiv.
Im Jahre 1897 fusionierte die Royal Historical Society mit der Camden Society.

## Mitglieder
Neben den ordentlichen Mitgliedern (MRHistS) verleiht die Royal Historical Society als Auszeichnung für Leistungen auf dem Gebiet der Geschichtswissenschaft auch eine Fellow-Mitgliedschaft, dessen Trägerinnen und Träger das Kürzel 'FRHistS' hinter ihrem Namen führen dürfen.

## Auszeichnungen und Preise
Die Royal Historical Society vergibt folgende Preise:
- Whitfield-Preis
- Gladstone-Preis
- Public History Prize
- History Today Prize (RHS)
- History Scotland Prize (RHS)

Weitere gestiftete Preise:
- David Berry Prize
- Rees Davies Prize
- Alexander Prize

## Publikationen
Die Royal Historical Society gibt folgende Publikationen heraus:
- Transactions of the Royal Historical Society
- Studies in History (Monographienreihe)
- The Camden Series (Quellenausgaben)
- Bibliography of British and Irish History

Die Camden Series wurde ursprünglich von Camden Society herausgegeben.